# C'est ma cause
 (juin 2017).
Si vous disposez d'ouvrages ou d'articles de référence ou si vous connaissez des sites web de qualité traitant du thème abordé ici, merci de compléter l'article en donnant les références utiles à sa vérifiabilité et en les liant à la section « Notes et références ».
Albums de Faf Larage
La Garde
(2000)
Singles
1. Mission : Pas d'faux
Sortie : 1998
2. C'est ma cause
Sortie : 1999
3. Méchante soirée
Sortie : 1999
4. Faut savoir anticiper (feat. Ben-J & Jacky (Nèg' Marrons) & Pit Baccardi)
Sortie : 1999

C'est ma cause est le premier album solo du rappeur français Faf La Rage, sorti en 1999.
Faf Larage explique alors que l'expérience acquise en tant que directeur artistique de l'album Chroniques de Mars l'a aidé dans la conception de C'est ma cause.
L'album a été enregistré dans le studio du Petit Mas à Martigues où certains titres ont également été mixés. Les autres ont été mixés à New York, notamment par l'ingénieur du son ayant travaillé sur l'album Où je vis de Shurik'n. 
Entré dans le Top Albums France du 12 avril 1999 en 24e place, C'est ma cause reste classé six semaines à cette position.
En 2023, Faf Larage estime que, à l'époque de sa sortie, le projet n'a pas été suffisamment porté par le label V2 pour cause de restructuration interne. « L'album et moi avons morflé de ça. »

## Accueil critique
Le Temps juge le rap de Faf Larage « dense et percutant. [...] Un premier CD éblouissant. »
Voir estime que l'artiste « a produit des beats bien lourds, et le poids de ses mots n’a d’égal que la justesse de son flow. »
Vingt ans plus tard, la magazine spécialisé Le Bon Son le voit comme « un vrai album de rap abouti [...], très cohérent, bien ficelé et bien réalisé, dans la veine de ce que l’écurie marseillaise savait proposer de mieux à la fin des années 1990 »

## Liste des titres
| Édition européenne | Édition européenne                                                        | Édition européenne | Édition européenne | Édition européenne | Édition européenne | Édition européenne | Édition européenne | Édition européenne | Édition européenne |
| No                 | Titre                                                                     | Durée              |                    |                    |                    |                    |                    |                    |                    |
| ------------------ | ------------------------------------------------------------------------- | ------------------ | ------------------ | ------------------ | ------------------ | ------------------ | ------------------ | ------------------ | ------------------ |
| 1.                 | C'est ma cause                                                            | 4:24               |                    |                    |                    |                    |                    |                    |                    |
| 2.                 | Putain d'bouffon                                                          | 4:50               |                    |                    |                    |                    |                    |                    |                    |
| 3.                 | Délires en vrac                                                           | 4:09               |                    |                    |                    |                    |                    |                    |                    |
| 4.                 | Assaut lyrical (feat. Def Bond, Mr R & Rockin' Squat)                     | 5:03               |                    |                    |                    |                    |                    |                    |                    |
| 5.                 | Le Souteneur (Mr Claude)                                                  | 4:23               |                    |                    |                    |                    |                    |                    |                    |
| 6.                 | Le Fainéant à la mer                                                      | 4:58               |                    |                    |                    |                    |                    |                    |                    |
| 7.                 | Naze !!!                                                                  | 3:43               |                    |                    |                    |                    |                    |                    |                    |
| 8.                 | Le Dilemme                                                                | 4:11               |                    |                    |                    |                    |                    |                    |                    |
| 9.                 | À l'arrache (feat. K-Rhyme Le Roi & Fonky Family)                         | 4:33               |                    |                    |                    |                    |                    |                    |                    |
| 10.                | J'ai honte                                                                | 2:01               |                    |                    |                    |                    |                    |                    |                    |
| 11.                | Freestyle Flow                                                            | 4:06               |                    |                    |                    |                    |                    |                    |                    |
| 12.                | Faut savoir anticiper (feat. Ben-J & Jacky (Nèg' Marrons) & Pit Baccardi) | 4:22               |                    |                    |                    |                    |                    |                    |                    |
| 13.                | Putain de soirée de merde                                                 | 4:26               |                    |                    |                    |                    |                    |                    |                    |
| 14.                | À cet instant précis                                                      | 3:50               |                    |                    |                    |                    |                    |                    |                    |
| 15.                | J'accuse (feat. IAM)                                                      | 4:33               |                    |                    |                    |                    |                    |                    |                    |
| 16.                | Mission : Pas d'faux                                                      | 4:33               |                    |                    |                    |                    |                    |                    |                    |
| 68:05              |                                                                           |                    |                    |                    |                    |                    |                    |                    |                    |

| Titres supplémentaires - Édition française originale | Titres supplémentaires - Édition française originale | Titres supplémentaires - Édition française originale | Titres supplémentaires - Édition française originale | Titres supplémentaires - Édition française originale | Titres supplémentaires - Édition française originale | Titres supplémentaires - Édition française originale | Titres supplémentaires - Édition française originale | Titres supplémentaires - Édition française originale | Titres supplémentaires - Édition française originale |
| No                                                   | Titre                                                | Durée                                                |                                                      |                                                      |                                                      |                                                      |                                                      |                                                      |                                                      |
| ---------------------------------------------------- | ---------------------------------------------------- | ---------------------------------------------------- | ---------------------------------------------------- | ---------------------------------------------------- | ---------------------------------------------------- | ---------------------------------------------------- | ---------------------------------------------------- | ---------------------------------------------------- | ---------------------------------------------------- |
| 17.                                                  | Feuille blanche                                      | 3:39                                                 |                                                      |                                                      |                                                      |                                                      |                                                      |                                                      |                                                      |
| 18.                                                  | Le Rapublicain                                       | 4:24                                                 |                                                      |                                                      |                                                      |                                                      |                                                      |                                                      |                                                      |
| 76:08                                                |                                                      |                                                      |                                                      |                                                      |                                                      |                                                      |                                                      |                                                      |                                                      |